# Doublepatte et Patachon magiciens
Doublepatte et Patachon magiciens (The Rocket Bus, titre alternatif : Alf's Button) est un film franco-britannique réalisé par W. P. Kellino, sorti en 1929. Il met en scène le duo Doublepatte et Patachon dans l'adaptation d'un roman de William Aubrey Darlington, Alf's Button (novel) (en).

## Fiche technique
- Titre : Doublepatte et Patachon magiciens
- Titre original : The Rocket Bus
- Autre titre : Alf's Button
- Réalisation : W. P. Kellino
- Scénario : W. A. Darlington, Arthur Le Clerq, Blanche Metcalfe, Scott Sidney, Val Valentine
- Directeurs de la photographie :  L. Rogers, Theodor Sparkuhl
- Montage : Emile de Ruelle
- Décorateur : W. E. Wills
- Assistant réalisateur : L.F. Pridmore
- Musique : John Reynders
- Producteur : P. J. de Venloo
- Sociétés de production : British International Pictures (BIP)
- Pays de production :  France,  Royaume-Uni
- Lieu de tournage :  Studios d'Elstree
- Durée : 65 minutes
- Format : Noir et blanc  - Mono
- Date de sortie : 
  - Royaume-Uni : 1929

## Distribution
- Gerald Rawlinson
- Gladys Hamer
- Philip Newland
- Edward O'Neill
- Janice Adair
- Harald Madsen
- Frank Perfitt
- Carl Schenstrøm